# Parafia Miłosierdzia Bożego w Skawinie-Ogrodach
Parafia Miłosierdzia Bożego w Skawinie-Ogrodach – parafia rzymskokatolicka należąca do dekanatu Skawina archidiecezji krakowskiej. Została utworzona w 1983. Kościół parafialny wzniesiony w latach 1982–1995, poświęcony w 1995, konsekrowany w 2007 roku.